# George Lawrence Price

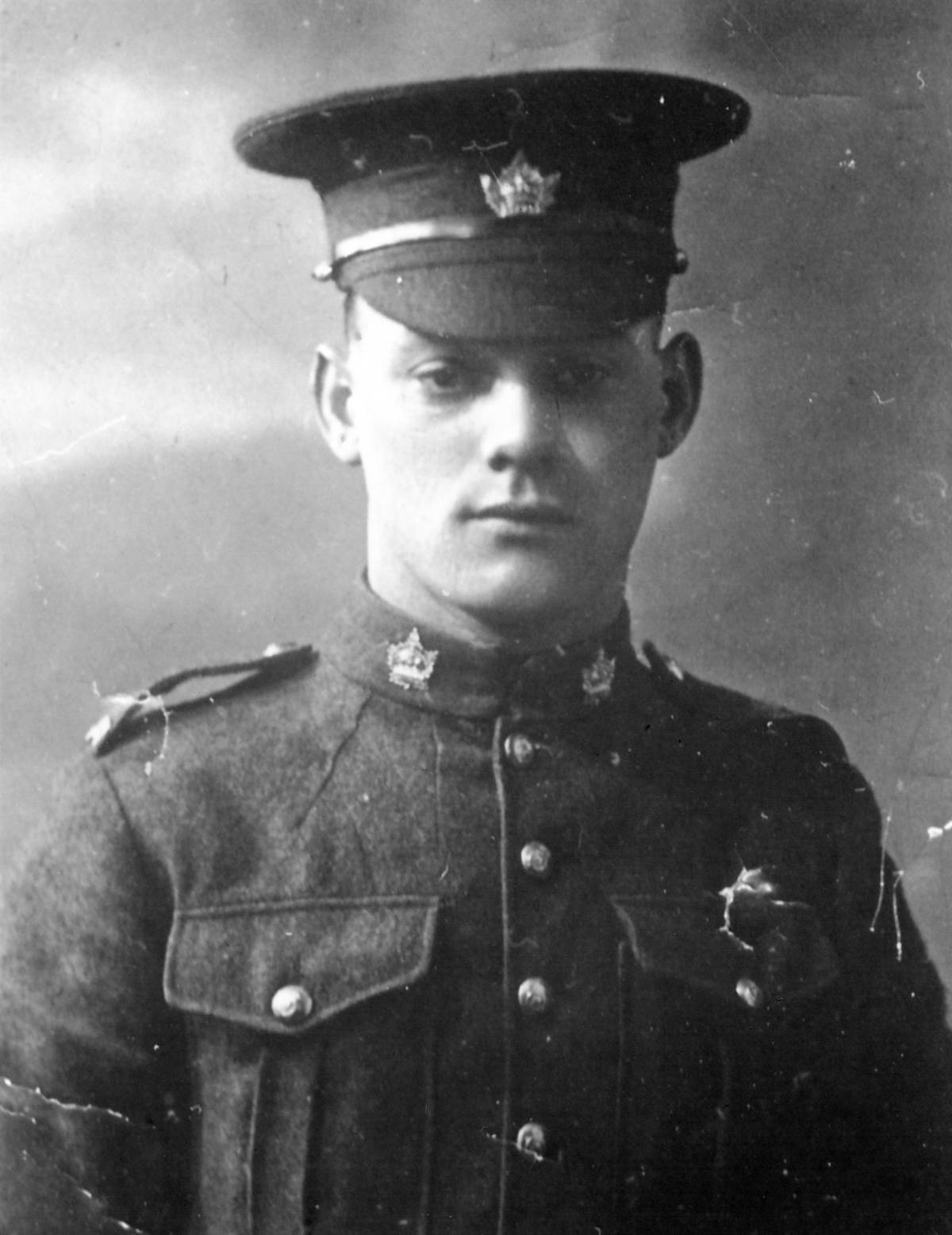
George Lawrence Price

George Lawrence Price (* 15. Dezember 1892 in Falmouth, Nova Scotia; † 11. November 1918 in Ville-sur-Haine, Belgien) war ein kanadischer Soldat (Regimentnummer 256265). Price gilt als der letzte Soldat des Britischen Weltreiches, der im Ersten Weltkrieg fiel.

## Leben
Price wurde in Falmouth, Nova Scotia geboren und wuchs in Port Williams, Nova Scotia auf. Er lebte in Moose Jaw, Saskatchewan, als er am 15. Oktober 1917 zum Wehrdienst eingezogen wurde. Davor fiel er wegen eines Diebstahls an seiner Vermieterin auf, wofür er einen Monat im Gefängnis mit Zwangsarbeit verbrachte. Price diente in der A-Kompanie des 28. Bataillons der Canadian Expeditionary Force.
Am 11. November 1918 war Price Teil einer Patrouille, die das Dorf Havré einnehmen sollte. Als die Soldaten den Canal du Centre in dem Ort Ville-sur-Haine überquerten, wurden sie von einem deutschen Soldaten unter Beschuss genommen. Die Patrouille betrat ein Haus, in dem sie den Schützen vermutete. Das Haus war leer. Die deutschen Soldaten hatten es durch die Hintertür verlassen, als die Kanadier durch die Vordertür kamen. Die Flüchtigen wurden ohne Erfolg ins nächste Haus verfolgt. George Price wurde um 10:58 Uhr von einem deutschen Scharfschützen tödlich getroffen, als er gegen den Rat eines Hausbewohners aus diesem Haus auf die Straße trat. Der Waffenstillstand trat um 11:00 Uhr in Kraft.
Laut einer anderen Version war Price über die Brücke gegangen, um eine junge Frau zu begrüßen, die ihm zugewinkt hatte, und wurde daraufhin von einem Scharfschützen erschossen. Diese Version würde die junge Frau erklären, die in mehreren Berichten genannt wird, die angerannt kam und versuchte, dem sterbenden Price zu helfen.
Price wurde auf dem Soldatenfriedhof Saint-Symphorien südöstlich von Mons begraben. Auf dem Friedhof findet sich auch das Grab von John Parr, des ersten britischen Soldaten, der im Ersten Weltkrieg fiel, und das Grab von George Edwin Ellison, des letzten britischen Soldaten, der im Ersten Weltkrieg starb.